# Союз 90/Зелёные
Союз 90/Зелёные, часто просто Зелёные (нем. Bündnis 90/Die Grünen) — лево-либеральная зелёная политическая партия Германии.
«Зелёные» относятся к европейской семье экологических партий. Характерной чертой их программы является сочетание социально-ориентированной рыночной экономики с необходимостью охраны природы и окружающей среды под контролем государства. С партией аффилирован неправительственный Фонд Генриха Бёлля.

## История
В январе 1980 года в ФРГ (Западная Германия) была создана Партия зелёных. 24 ноября 1989 года в Германской Демократической Республике (Восточная Германия) в результате объединения трёх некоммунистических политических групп был основан Союз 90.
Идеологическое будущее Партии зелёных длительное время оставалось неопределённым. Возникнув как реакция на поражение движения «новых левых», зелёные изначально существовали как «антипартия», отрицающая буржуазную политику с её авторитарной иерархией и объединяющая новые социальные движения, большая часть которых приобрела в 1970-х годах экологическую направленность (в частности, борьбы против атомной энергии и загрязнения окружающей среды). В Партию зелёных вошли разнородные группы: левые радикалы и анархисты (Йошка Фишер), постмарксисты (Рудольф Баро), левые либералы (Петра Келли), христианские пацифисты (Антье Фольмер), но также и представители правого политического спектра (Герберт Груль).
В 1982 году консервативное крыло партии откололось, сформировав Экологическую демократическую партию. Оставшиеся в Партии зелёных в целом поддерживали левоцентристский экономический курс, с существенным упором на борьбу против экологически опасных проектов (атомные электростанции, Франкфуртский аэропорт), пацифизм и нейтралитет (предусматривающие требование выхода из НАТО), интернационализм, отмену ограничений на иммиграцию, либертарную педагогику, легализацию марихуаны, право на аборт и однополые браки. Партия завоевала протестную репутацию благодаря участию в акциях гражданского неповиновения и частых столкновениях с полицией. На фоне борьбы против размещения в стране американских баллистических ракет средней дальности «Першинг-2» Партия зелёных в 1983 году впервые попала в Бундестаг, получив 5,7 % голосов и 27 мест. Используя тему борьбы с последствиями аварии на ЧАЭС и кислотных дождей, зелёные увеличили свою поддержку до 8,3 % на федеральных выборах в январе 1987 года. Фактическим лидером партии в 1980-х годах становится Йошка Фишер.
На последовавших после объединения Германии общенациональных выборах Партия зелёных выпала из парламента. Стремясь поднять свою поддержку на восточногерманских землях, в 1993 году она объединилась с местным Союзом 90 в единую партию, получившую название Союз 90/Зелёные.
В 1998—2005 годах партия была младшим партнёром Социал-демократической партии Германии (СДПГ) в коалиционном правительстве Германии. Йошка Фишер получил должности вице-канцлера и министра иностранных дел. К этому моменту Зелёные окончательно отошли от своих изначальных принципиальных установок антикапиталистического и пацифистского характера, начав оказывать активную поддержку соответственно неолиберальному «третьему пути» и войнам НАТО в Югославии и Афганистане.
На выборах в Европарламент 2004 года список германских зелёных возглавил бывший радикал «Красного мая» 1968 года Даниэль Кон-Бендит, исключённый из рядов французских Зелёных за оппортунизм и неуплату членских взносов. С 2005 года партия вновь находится в оппозиции.
15 ноября 2008 года на партийном собрании в Эрфурте делегаты партии впервые в своей истории избрали своим сопредседателем германского политика турецкого происхождения — Джема Оздемира. Он получил почти 80 процентов всех голосов депутатов, став первым руководителем общенациональной политической партии Германии, который по своему этническому происхождению не является немцем.
Дизайн новой символики Зелёных был разработан агентством «Zum Goldenen Hirschen», представители которого заявили, что во время работы руководствовались данными партией установками: сохранение названия партии, плюс преемственность символики — зелёный и голубой цвета, а также подсолнух остались составными элементами знака партии — как интернациональные символы их политики.
Итак, главными элементами нового логотипа стали: подсолнух, синий фундамент — напоминание о том, что нынешняя партия возникла в результате объединения Партии зелёных и восточногерманской партии Союз 90, имевшей синие партийные цвета, новый шрифт надписи, демонстрирующий открытость и решимость; дизайнеры также в логотипе мастерски использовали игру с пространством.
В 2009 году, после земельных выборов, прошедших в августе и сентябре, у СДПГ с Левыми или Зелёными теоретически имелись три возможности для формирования коалиционных правительств на земельном уровне: в Сааре, Тюрингии и Бранденбурге. В настоящий момент «красно-красное» правительство было создано лишь в Бранденбурге. В Тюрингии Социал-демократическая партия отказалась от союза с левыми в пользу «красно-чёрной» коалиции с ХДС. Зелёные Саара на партийном съезде большинством голосов высказались за создание так называемой «ямайской» («чёрно-жёлто-зелёной») правительственной коалиции с консерваторами ХДС и либералами из СвДП.
По состоянию на 25 ноября 2010 года «Союз 90/Зелёные» насчитывал в своих рядах 51 822 члена, а средний возраст партийцев составляет 38 лет, что на 10 лет меньше, чем ранее. Сопредседатели федерального правления партии — Анналена Бербок и Роберт Хабек.
В 2010 году партия активно поддержала протесты местных жителей против неоднозначного и дорогостоящего проекта сооружения вокзала «Штутгарт 21», в связи с чем социологические показатели её поддержки резко возросли.
В 2021 году зелёные впервые в истории партии выдвинули кандидата в канцлеры: им стала Анналена Бербок.

## Взгляды и деятельность

### Принципиальная программа
«Будущее за зелёным» («Die Zukunft ist grün») — так озаглавлена текущая программа Зелёных.
Программа была разработана на конференции партии в марте 2002 года в Берлине, где собрались делегаты со всей Германии. Программа зелёных вытекает из основных принципов партии. Её ключевое положение гласит: «Мы объединяем экологию, самоопределение, справедливость и живую демократию». В ней, среди прочего, детально излагается реформа налоговой системы, решение экологических проблем, экономное использование энергии, защита прав животных, социальное обеспечение малоимущих. Эта программа в результате трёхлетних дебатов была принята 90 % большинством как замена так называемой «Саарбрюкенской программы» 1980 года. Программу разрабатывала Комиссия по ключевым положениям под руководством Петера Зиллера.

### Политическая позиция
Ключевой тезис политической позиции Зелёных — долговременное развитие. В политических спорах Зелёные опираются на понятие «долгосрочное планирование» применительно к защите окружающей среды. Другими словами, партия выступает за экономное использование природных ресурсов. Отсюда вытекает, например, пристрастие Зелёных к возобновляемым источникам энергии.
В последнее время Зелёные всё большее внимание уделяют проблеме глобального изменения климата, в том числе и в социальном контексте. С 2007 года партией ведётся общественная кампания под названием «Климат без „Если“ и „Но“» («Klima ohne Wenn und Aber»)
Союз 90/Зелёные считает себя альтернативой традиционным партиям. Партия выступает за радикальное изменение условий труда и жизни в целях предотвращения дальнейшего разрушения природы и окружающей среды. Во внутренней политике партия увязывает эту цель с требованием увеличения роли прямой демократии. Путём всенародного референдума и прямой законодательной инициативы населения граждане должны непосредственно участвовать в принятии политических решений. Зелёные требуют ввести «женские квоты» для всех рабочих и учебных мест в целях повсеместного соблюдения принципа равноправия мужчин и женщин. Они требуют также отказа от атомной энергии, выступают за освоение и использование возобновляемых источников энергии. Хотя не все цели Зелёных являются достижимыми, их концепции в области экологии не только позволили серьёзно улучшить ситуацию в этой области на территории Германии, но и заставили все основные политические партии Германии внести соответствующие положения в свои программы.

### Фракция бундестага
| Председатель фракции бундестага | Председатель фракции бундестага                                                           |
| ------------------------------- | ----------------------------------------------------------------------------------------- |
| 1983—1984                       | Мария-Луиза Бек, Петра Келли, Отто Шили                                                   |
| 1984—1985                       | Анна-Мария Боргман, Вальтрауд Шоппе, Антье Фольмер                                        |
| 1985—1986                       | Сабина Бард, Ханнигрит Хёнес, Христиан Шмидт                                              |
| 1986—1987                       | Анна-Мария Боргман, Hannegret Hönes, Людгер Фольмер (до 18.7.1986) Вилли Хос (с 8.9.1986) |
| 1987—1988                       | Томас Эберман, Бэрбель Руст, Вальтрауд Шоппе                                              |
| 1988—1989                       | Гельмут Липпельт, Регула Шмидт-Ботт, Христа Феннегерц                                     |
| 1989—1990                       | Гельмут Липпельт, Ютта Эстерле-Шверин, Антье Фольмер                                      |
| 1990                            | Вилли Хос, Waltraud Schoppe (до 21.7.1990), Марианна Биртлер (с 4.10.1990), Антье Фольмер |
| 1990—1994                       | Вернер Шульц (Представитель Союз 90)                                                      |
| 1994—1998                       | Керстин Мюллер, Йошка Фишер                                                               |
| 1998—2002                       | Керстин Мюллер, Реццо Шлаух                                                               |
| 2002—2005                       | Христа Загер, Катрин Гёринг-Эккардт                                                       |
| 2005—2009                       | Ренате Кюнаст, Фритц Кун                                                                  |
| 2009—2013                       | Ренате Кюнаст, Юрген Триттин                                                              |
| с 2013                          | Катрин Гёринг-Эккардт, Антон Хофрайтер                                                    |

### Экономическая и социальная политика
«Долгосрочное планирование» пронизывает красной нитью также и этот аспект политики. Партия стремится удовлетворить потребности настоящего поколения, не ущемляя при этом прав будущих поколений. Из этой позиции вытекает скептическое отношение к мнению, что благосостояние подразумевает непрерывный экономический рост.

### Социальная политика
Несмотря на то, что идея долгосрочного планирования носит консервативный характер, в общественной политике Зелёные придерживаются леволиберальных взглядов. Так, партия выступает за «многокультурное» общество, интеграцию иммигрантов в германское общество, разрешение однополых браков, защиту информации о личной жизни, информатизацию общества и другие гражданские права, такие, как отказ государства от сбора личных сведений о гражданах, поддержка альтернативных авторских прав, таких как Открытое программное обеспечение и Creative Commons.

#### Иммиграционная политика
Зелёные требуют для граждан государств, не являющихся членами ЕС, прав на участие в муниципальных выборах.

#### Позиция относительно граждан гомосексуальной ориентации
Партия зелёных была первой партией, которая начиная с 1980-х годов начала включать в повестку дня Бундестага проблемы гомосексуальности. Их первым делегатом с официально признанной гомосексуальной ориентацией был Герберт Руше. Позднее это были Ютта-Остерде-Шверин, Кристина Шенк, Фолькер Бек.
Первым успехом партии в области защиты прав сексуальных меньшинств стало разрешение использовать наименования «лесбиянка» и «гей» (нем. Schwul) в печатных изданиях и повестке дня германского Бундестага. До этого данные понятия не должны были использоваться в парламенте, несмотря на то, что многие депутаты открыто причисляли себя к гомосексуалам. Впоследствии эти понятия были заменены более официальными в немецком языке, но после долгих споров слова «лесбиянка» и «гей» было разрешено также официально использовать.

### Внешняя политика
Основой внешнеполитической программы партии с момента её основания был пацифизм. Но сегодня Зелёные принимают активное участие в защите мира. Члены партии приняли участие в большом количестве протестных демонстраций, направленных против размещения на территории Германии атомного оружия США. В 1980-х годах Зелёные скептически относились к членству Германии в НАТО.
Партия изменила своё мнение по этому вопросу в значительной степени под влиянием Йошки Фишера, который в 1995 году был очень обеспокоен расправой в Сребренице. В 1998 году, когда он был министром иностранных дел, Германия приняла участие в войне НАТО против Югославии.
Руководство Зелёных выражало критическое отношение к внешней политике США. Партия выступает за вступление Турции в Европейский союз.
В качестве эксперта по России в последнее время выступала Мари-Луиза Бек. Мари-Луиза Бек — один из самых активных членов парламента в вопросах, связанных с Восточной Европой. Во время войны в Боснии она инициировала движение под лозунгом «Женщины помогают женщинам». В целом Бек продолжает политику, проводимую Зелёными начиная с визитов Петры Келли и Лукаса Бекмана в Россию в начале 1980-х годов. По сравнению с ней остальные представители фракции весьма пассивны во внешнеполитических вопросах.

## Организационная структура
Партия состоит из земельных федерация (landesverband), земельные федерации из районных федераций (kreisverband), крупные районные ассоциации могут делиться на местные федерации (ortsverband).
Высший орган — федеральная конференция (Bundesdelegiertenkonferenz), между федеральными конференциями — совет (Parteirat), между советами — Федеральное правление (Bundesvorstand), состоящее из председателя партии (Bundesvorsitzender), заместителя председателя партии (stellvertrender bundesvorsitzender), менеджера (bundesgeschäftsfuehrer), казначея (bundesschatzmeister) и членов правления, высший контрольный орган — федеральный арбитражный суд (Bundesschiedsgericht), консультативный орган — совет земель (laenderrat).
Земельные федерации
Земельные федерации соответствуют землям.
Высший орган земельной федерации — земельная конференция (landesdelegiertenkonferenz), между земельными конференциями — земельный комитет (landesausschuss), между земельными комитетами — земельное правление (landesvorstand), состоящее из председателя земельного правления (landesvorsitznder), заместителей председателя земельного правления (stellvertrender landesvorsitzender), директора (landesgeschäftsführer), казначея местной федерации (landesschatzmeister) и членов земельного правления, в крупных земельных ассоциациях существует контрольный орган земельной ассоциации — земельный арбитражный суд (landesschiedsgericht).
Районные федерации
Районные федерации соответствуют районам, внерайонным городам и округам Берлина и Гамбурга
Высший орган районной федерации — районное общее собрание (kreismitgliderversammlung), в крупных ассоциациях — районная конференция (kreisdelegiertenkonferenz), между районными конференциями — районное правление (kreisvorstand), состоящее из председателя районного правления (kreisvorsitzender), заместителя председателя районного правления (stellvertrender der kreisvorsitzender), директора районной федерации (kreisgeschäftsführer) или секретарь районной федерации (kreisschtiftsführer), казначея (kreisschatzmeister или kreiskassier) и членов районного правления.
Местные федерации
Местные федерации соответствуют городам, общинам, округам и частям Берлина и Гамбурга.
Высший орган местной федерации — местное общее собрание (ortsmitgliederversammlung), между общими собраниями — местное правление (ortsvorstand), состоящее из председателя местного правления (ortsvorsitzender), заместителей председателя местного правления (stellvertrender ortsvorsitzender), менеджера (ortsgeschäftsführer) или секретаря (ortsschtiftsführer), казначея (ortsschatzmeister или ortskassier) и членов местного правления
Зелёная молодёжь
Молодёжная организация — «Зелёная молодёжь» (Grüne Jugend). Состоит из земельных федераций (landesverband), крупные земельные федерации могут делится на районные федерации (kreisverband).
Высший орган Зелёной молодёжи — Федеральное общее собрание (Bundesmitgliderversammlung), между федеральными общими собраниями — совет (Bildungsbeirat), между советами — федеральное правление (Bundesvorstand), состоящее ищ председателя федерального правления (BundessprecherIn), директора (BundesgeschäftsführerIn), казначея Зелёной молодёжи (BundesschatzmeisterIn), контролёра (BundesrechnungsprüferIn) и членов федерального правления, высший контрольный орган — федеральный арбитражный суд (Bundesschiedsgericht).
Земельные федерации Зелёной молодёжи
Земельные федерации зелёной молодёжи соответствуют землям.
Высший орган земельной федерации Зелёной молодёжи — земельное общее собрание (landesmitgliederversammlung), между земельными общими собраниями — земельное правление (landesvorstand), состоящее из председателя земельного правления (landessprecherIn), директора (landesgeschäftsführerIn), казначея земельной федерации (landesschatzmeisterIn), контролёра земельной федерации (landesrechnungsprüferIn) и членов земельного правления, контрольный орган земельной организации — земельный арбитражный суд (Landesschiedsgericht).
Районные федерации Зелёной молодёжи
Районные федерации Зелёной молодёжи соответствуют районам, внерайонным городам и округам Берлина и Гамбурга. Могут создаваться при достаточном количестве членов Зелёной молодёжи проживающих в районе или внерайонном городе.
Высший орган районной федерации Зелёной молодёжи — районное общее собрание (kreismitgliderversammung), между районными общими собраниями — районное правление (kreisvorstand), состоящее из председателя районного правления (kreissprecherIn), казначея районной федерации (kreisschatzmeisterIn), контролёра (kreisrechnungsprueferIn) и членов районного правления.
Прочие смежные организации
- Система женских советов — федеральный женский совет (bundesfrauenrat) и земельные женские советы (landesfrauenrat), система женских конференций — федеральная женская конференция (bundesfrauenkonferenz) и земельные женские общие собрания (landesfrauenmitgliederversammlung) и система женских рефератов — федеральный женский реферат (bundesfrauenreferat) и земельные женские рефераты (landesfrauenreferat)
- Зелёные пенсионеры (Grünen Alten)
- Зелёный профсоюз (Gewerkschaftsgruen)
- Система рабочих сообществ труда и здравоохранения (AG Arbeit, Soziales Gesundheit)
- Система рабочих сообществ по делам инвалидов (AG Behindertenpolitik)
- Система рабочих сообщество по делам образования (AG Bildung)
- Система рабочих сообщество по христианок и христиан (AG Christinnen und Christen)
- Система рабочих сообщество демократии и права (AG Demokratie und Recht)
- Система рабочих сообщество по делам энергетики (AG Energie)
- Система рабочих сообщество по вопросам евроинтеграции (AG Europa)
- Система рабочих сообщество по делам женщин (AG Frauenpolitik)
- Система рабочих сообщество по вопросам мира (AG Frieden)
- Система рабочих сообщество по делам культуры (AG Kultur)
- Система рабочих сообщество по делам сельского хозяйства (AG Landwirtschaft und ländliche Entwicklung)
- Система рабочих сообщество политики в отношении лесбиянок (AG Lesbenpolitik)
- Система рабочих сообщество информационной политики и политики в отношении интернета (AG Medien- und Netzpolitik)
- Система рабочих сообщество по вопросам миграции (AG Migration & Flucht)
- Система рабочих сообщество по вопросам транспорта (AG Mobilität und Verkehr)
- Система рабочих сообщество «Север-Юг» (AG Nord/Süd)
- Система рабочих сообщество по делам экологии (AG Ökologie)
- Система рабочих сообщество планирования, строительства и жилищной политики (AG Planen, Bauen, Wohnen)
- Система рабочих сообщество политики в отношении геев (AG Schwulenpolitik)
- Система рабочих сообщество по защите животных (AG Tierschutzpolitik)
- Система рабочих сообщество экономики и финансов (AG Wirtschaft und Finanzen)
- Система рабочих сообщество науки, высшего образования и технологической политики (AG Wissenschaft, Hochschule, Technologiepolitik)
- Координационный совет медиа-политики (Koordinierungsbeirat Medienpolitik)

Рабочие сообщества имеют три уровня — федеральные рабочие сообщества (bundesarbeitsgemeinschaft), земельные рабочие сообщества (landesarbeitsgemeinschaft) и районные рабочие сообщества (kreisarbeitsgemeinschaft). Органами каждого рабочее сообщества на каждом из уровней являлись конференция (tagung) и спикерский совет (SprecherInnenrat).
Научным центром при СДПГ является Фонд Генриха Бёлля (Heinrich-Böll-Stiftung).

## Список сопредседателей партии
| Сопредседатель     | Срок полномочий      | Сопредседатель     |
| ------------------ | -------------------- | ------------------ |
| Марианна Биртлер   | 1993-1994            | Людгер Фольмер     |
| Криста Загер       | 1994-1996            | Юрген Триттин      |
| Гунда Рёстель      | 1996-1998            | Юрген Триттин      |
| Гунда Рёстель      | 1998-2000            | Антье Радке        |
| Ренате Кюнаст      | 2000-2001            | Фриц Кун           |
| Клаудия Рот        | 2001-2002            | Фриц Кун           |
| Ангелика Беер      | 2002-2004            | Рейнхард Бютикофер |
| Клаудия Рот        | 2004-2008            | Рейнхард Бютикофер |
| Клаудия Рот        | 2008-2013            | Джем Оздемир       |
| Симоне Петер       | 2013-2018            | Джем Оздемир       |
| Анналена Бербок    | 2018-2022            | Роберт Хабек       |
| Рикарда Ланг       | 2022-2024            | Омид Нурипур       |
| Франциска Брантнер | 2024-настоящее время | Феликс Банашак     |

## Список федеральных директоров
- Эберхард Вальде[нем.] (1983—1991),
- Хайди Рюле[нем.] (1993—1998),
- Рейнхард Бютикофер[нем.] (1998—2002),
- Штеффи Лемке (2002—2013),
- Михаэль Кельнер[нем.] (2013—2022),
- Эмили Бюнинг[нем.] (2022—2024).

## Участие в выборах
| Результаты выборов в Европарламент | Результаты выборов в Европарламент | Результаты выборов в Европарламент |
| Выборы                             | Количество голосов                 | Количество мест                    |
| ---------------------------------- | ---------------------------------- | ---------------------------------- |
| в 19791                            | 3,2 %                              | -                                  |
| в 1984                             | 8,2 %                              | 07                                 |
| в 1989                             | 8,4 %                              | 08                                 |
| в 1994                             | 10,1 %                             | 12                                 |
| в 1999                             | 6,4 %                              | 07                                 |
| в 2004                             | 11,9 %                             | 13                                 |
| в 2009                             | 12,1 %                             | 14                                 |
| в 2014                             | 10,7 %                             | 11                                 |
| в 2019                             | 20,5 %                             | 21                                 |

1 SPV Die Grünen
На федеральных выборах 2009 года «Зелёные» получили 10,7 % голосов и 68 депутатских мандатов (из 622) — 1 по одномандатным округам и 67 по партийному списку. Партия пользуется большей поддержкой в крупных городах. Минимальное число голосов за партию было отдано в земле Саксония-Анхальт (5,1 %), максимальное — в Берлине (17,4 %).
На последних федеральных выборах 2013 года партия получила 8,4 % голосов и 63 мандата (из 630).
В 2011 году первым «зелёным» премьер-министром земельного правительства стал Винфред Кречманн из Баден-Вюртемберга. А по итогам выборов 2016 года в Баден-Вюртемберге впервые в истории партия «Зелёных» заняла первое место с 30,3 % голосов и получила 47 мандатов. В 2016 году партия представлена в 15 из 16 ландтагов Германии.
| Поддержка партии на федеральных выборах 2017 года по землям: пропорциональное голосование |
| ----------------------------------------------------------------------------------------- |
|                                                                                           |

На федеральных выборах 2021 года отменена регистрация списка партии по Саарской региональной группе.